# درای کریک (آلاسکا)
درای کریک (به انگلیسی: Dry Creek) شهری در ناحیه سرشماری ساوت‌ایست فیربنکس، آلاسکا ایالت آلاسکا است که جمعیت آن در سرشماری سال ۲۰۰۰ میلادی ۱۲۸ نفر بوده‌است.